# Kökars konvent
Kökars konvent var ett franciskanerkloster på Hamnö i ögruppen Kökar i Ålands sydöstra skärgård. Klostret grundades på 1400-talet, indrogs under reformationen på 1530-talet och lämnade ruiner som fortfarande kan besökas.

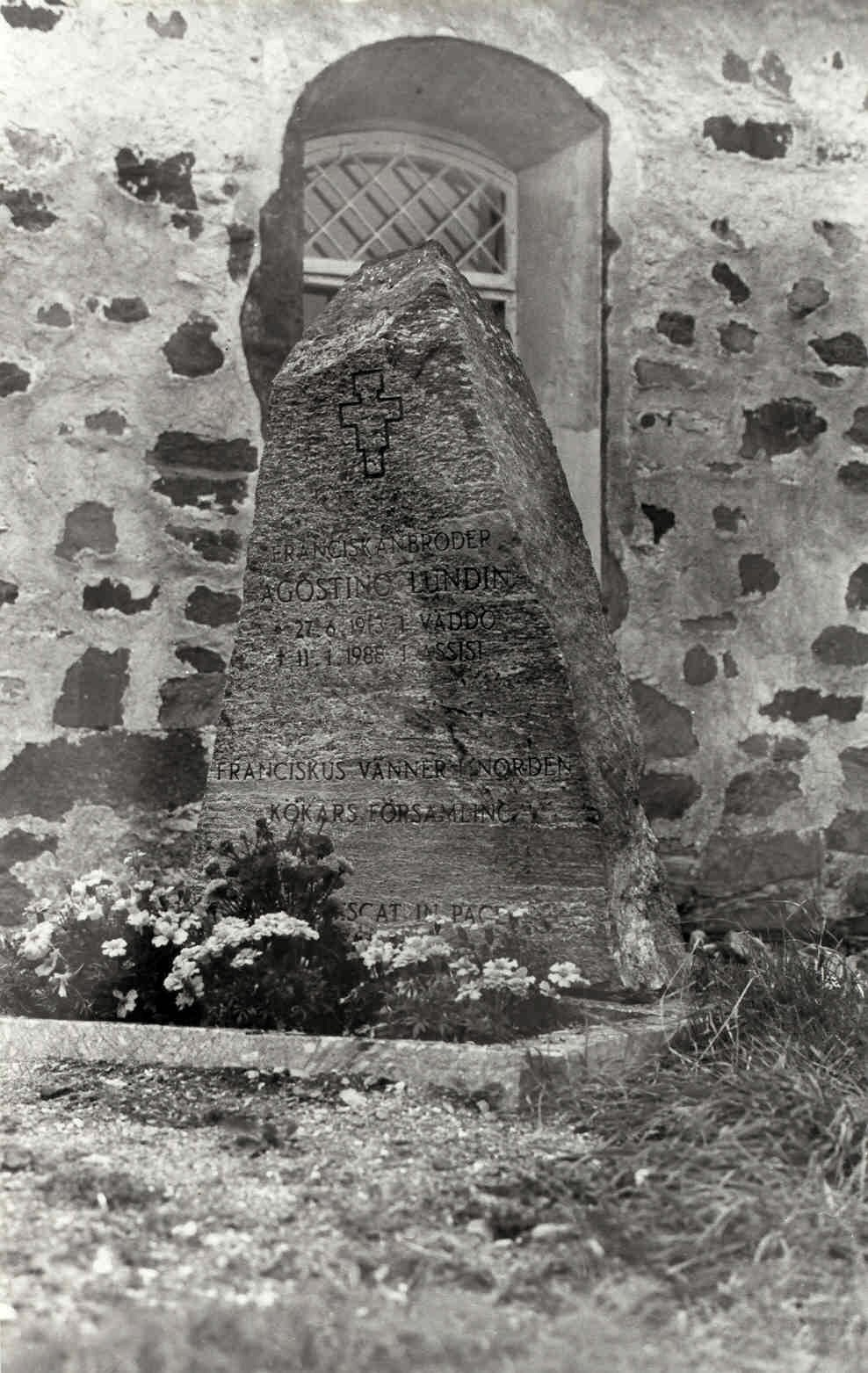
Nutida franciskangrav intill Sankta Anna kyrka på Kökar. Gravstenen restes av Franciskus vänner i Norden och Kökars församling.

## Historia
Kökars konvent var ett av franciskanordens sexton kloster i det medeltida Sverige. De två övriga i den östra rikshalvan låg i Raumo (omnämnt 1449) och Viborg (omnämnt 1404).
Hamnös skyddade hamn vid huvudfarleden och det rika fisket gjorde ön lämplig för en tiggarorden. Arkeologiska fynd visar aktivitet redan på 1200-talet, och en första stenkyrka byggdes troligen under 1300-talets senare del. Klostret nämndes 1472 som Conuentu Tiokkakarlensis.
Historikern och franciskanbrodern Henrik Roelvink daterade etableringen till mitten av 1450-talet och antog att bröderna lämnade Kökar cirka 1536, då konventets silver bokfördes i den kungliga räntekammaren.

### Reformation och förfall
Klostret indrogs av Gustav Vasa på 1530-talet, och byggnaderna förföll snart. Arkeologer frilade senare flera husgrunder, och klosterkällaren inreddes 1979 till kapell (Franciscuskapellet) där fynden visas. Den nuvarande Kökars kyrka från 1784 står delvis på den medeltida klosterkyrkans grund.

## Framstående bröder
- Stephanus Laurentii: finländsk franciskanmunk och teologie doktor som 1478 utsågs till provinsialminister för ordens nordiska provins Dacia och begravdes i Kökars kloster.[5]